# 硫酸锰
硫酸锰是一种无机化合物，化学式MnSO4，是一个粉红色固体，化学实验室常用的锰(II)盐之一。

## 制备
硫酸锰可由二氧化锰和二氧化硫反应得到：
MnO2 + SO2 → MnSO4